# Списак пећина у Републици Српској
Пећине Републике Српске су спелеолошки објекти на територији Републике Српске под заштитом Завода за заштиту културно историјског и природног насљеђа Републике Српске. Пећине имају статус природног добра у Републици Српској. Најдужа пећина Републике Српске са укупном дужином свих подземних канала од 2.800 метара је Велика пећина. Једина пећина у Републици Српској која је оспособљена за туристичке посјете је пећина Орловача у општини Пале. Највећи ледени подземни објекат у Републици Српској је јама Ледана у општини Рибник. Станиште највеће колоније слијепих мишева у Републици Српској се налази у пећини Мишарица код Бањалуке. Једина пећина на територији Републике Српске која се користи као сакрални објакат, односно за службе Српске православне цркве је Павлова пећина.

## Евидентиране пећине
На списку Завода за заштиту културно историјског и природног насљеђа Републике Српске се налазе до сада заведене, документоване и дјелимично истражене сљедеће пећине на територији Републике Српске:
- Бања Стијена
- Ваганска
- Велика
- Гирска
- Ђатло
- Кук
- Ледана
- Ледењача
- Љубачево
- Мишарица
- Орловача
- Павлова (Петропавлова пећина)
- Под липом
- Растуша

## Флора и фауна
На простору пећина и крашких понорница Републике Српске, честа је појава човјечија рибица. 
- Пећина Мишарица је станиште највеће колоније слијепих мишева у Републици Српској. Заштићене врсте слијепих мишева са стаништем у овој пећини су: Rhinolophus ferrumequinum, ,  и .
- Ваганска пећина је станиште неколико ријетких врста слијепих мишева: Barbastella barbastellus, ,  и .
- Пећина Растуша је и станиште слијепих мишева.
- Два језера Велике пећине су станишта риба гаовица.

## Археолошки локалитети
- У пећини под липом су откривени палеолитски гравирани цртежи који су најстарији на простору Републике Српске. Поред цртежа, откривене су и камене алатке и оруђа, артефакти који су датирани у доњи, средњи и горњи палеолит. Пећину је насељавао прачовјек током дужег временског периода, а ово налазиште је од прворазредног значаја за читаву југоисточну Европу.
- У пећини Ледењачи су откривени праисторијски цртежи а у њој су боравили праисторијски људи. Праисторијски цртежи су рађени гравирањем урезаних линија и пунктирањем група ситних тачкица.
- У пећини Растуша је откривено камено оруђе и комадићи дрвеног угља.
- У пећини Мишарица су пронађене двије бронзане сјекире, венецијански бронзани новчићи, фрагменти керамичких посуда и кресиво за пушку кремењачу.

### Палеонтолошки локалитети
- У пећини Кук су пронађени најстарији (36.000-40.000 година) остаци пећинског медвједа (Ursus spelaeus) у Републици Српској.
- У пећини Орловача су пронађени остаци пећинског медвједа (Ursus spelaeus), као и инсект из породице Coleoptera, рода Charonitis, подврсте Zoopai orlovancensis.
- У пећини Растуша су пронађени остаци плеистоценског вука (Canis lupus) и пећинског медвједа.
- У пећини Бања Стијена су пронађени остаци пећинског медвједа (Ursus spelaeus) и пећински инсекти: Anophthalmus (Duvalis) kauitianus, Pholeuonopsis setipennsis, Bathuscia kaunti.
- Испред отвора пећине под липом су пронађени остаци пећинског медвједа.

## Списак пећина Републике Српске
| Назив                                | Дужина                   | Положај                                                 | Општина           | Напомена                      | Слика |
| ------------------------------------ | ------------------------ | ------------------------------------------------------- | ----------------- | ----------------------------- | ----- |
| Пећина Бања Стијена                  | 1.200 метара             | кањон ријеке Праче, село Бања Стијена                   | општина Рогатица  | природно добро II категорије  |       |
| Ваганска пећина                      | 420 метара (истражено)   | планина Виторог, село Стројице                          | општина Шипово    | природно добро I категорије   |       |
| Велика пећина                        | 2.800 метара             | превој Љут, Фатничко поље, заселак Кукричје             | општина Билећа    | природно добро II категорије  |       |
| Гирска пећина                        | 1.300 метара             | планина Озрен, село Доње Гире                           | општина Соколац   | природно добро I категорије   |       |
| Пећина Ђатло                         | 1.970 метара             | Коритска висораван, испод врха Кобиља глава             | општина Гацко     | природно добро I категорије   |       |
| Пећина Кук                           | 688 метара               | кањон ријеке Бистрице, Сијерачке стијене                | општина Калиновик | природно добро II категорије  |       |
| Јама Ледана                          | 180 метара               | планина Бобија                                          | општина Рибник    | природно добро III категорије |       |
| Пећина Ледењача                      | 95 метара                | околина Миљевине                                        | општина Фоча      | природно добро III категорије |       |
| Пећина Љубачево                      | 700 метара               | село Љубачево                                           | Бањалука          | природно добро II категорије  |       |
| Пећина Мишарица                      | 55 метара                | брдо Понир, село Бијели Поток                           | Бањалука          | природно добро III категорије |       |
| Пећина Орловача                      | 2.500 метара (истражено) | брдо Орловача, село Сумбуловац                          | општина Пале      | природно добро I категорије   |       |
| Павлова пећина (Петропавлова пећина) | 217 метара               | брдо Доли                                               | општина Требиње   | природно добро III категорије |       |
| Пећина под липом                     | 4 метра (истражено)      | Гласиначка висораван, село Кнежина, заселак Кадића брдо | општина Соколац   | природно добро I категорије   |       |
| Пећина Растуша                       | 440 метара               | Хрње брдо, село Растуша                                 | општина Теслић    | природно добро II категорије  |       |